# The Stevens-Coolidge Place
The Stevens-Coolidge Place (ehem. Ashdale Farm) ist ein 91 Acres (36,8 ha) umfassendes Naturschutzgebiet bei der Stadt North Andover im Bundesstaat Massachusetts der Vereinigten Staaten. Es wird von der Organisation The Trustees of Reservations verwaltet.

## Geschichte
Das Anwesen stammt – ähnlich wie bspw. das nahegelegene Castle Hill – aus einer Zeit, in der Wohlhabende ihren Reichtum bevorzugt durch die Errichtung nur im Sommer bewohnter Landhäuser mit angegliedertem Gartengrundstück zur Schau stellten. Es gehörte von 1914 bis 1962 dem US-Diplomaten John Gardner Coolidge, einem Neffen von Isabella Stewart Gardner, der dort während der Sommermonate mit seiner Familie lebte. Das zuvor als Ashdale Farm bekannte Anwesen befand zuvor bereits seit 1729 im Besitz der Familie seiner Frau Helen Stevens Coolidge, die dort sechs Generationen lang Landwirtschaft betrieb.

### Haus
Das Haupthaus besteht aus zwei direkt nebeneinander platzierten und miteinander verbundenen Einzelhäusern, die Anfang des 19. Jahrhunderts von den Großeltern von Helen Coolidge errichtet und in den 1850er Jahren im Italianate-Stil umgebaut wurden. Ein Ballsaal in einem der Gebäudeflügel deutet im Zusammenspiel mit überlieferten Aufzeichnungen darauf hin, dass die Familie Stevens dort einst auch eine Gastwirtschaft betrieb. Das heutige Schutzgebiet, das das Gebäude sowie das zugehörige Grundstück umfasst, ist nach beiden Familien benannt.
In einem weiteren Umbau wurde das Anwesen im Jahr 1914 dem Trend der Colonial-Revival-Architektur angepasst. Der Architekt Joseph Chandler arbeitete dazu Dachgauben, Bogenfenster sowie weitere Designelemente der Georgianischen und Federal-Architektur ein. Diese Erweiterungen verbesserten den Zugang für Luft und Licht, vergrößerten den Wohnraum und banden das Innere des Hauses optisch mehr an die äußeren Anlagen an. Chandler verdoppelte darüber hinaus die Größe des Esszimmers und fügte an der Hausrückseite eine Terrasse an.
Typische Designmerkmale von Chandler, wie bspw. die Kaminkacheln im Stil Delfter Keramiken oder die Prunktreppe, die er in gleicher Form bereits im Mayflower House in Plymouth installiert hatte, sind auch heute noch zu sehen. In der farbenprächtigen und eklektischen Dekoration des Hauses spiegelt sich die große Bandbreite der Interessen der Coolidge-Familie wider. So steht die von John Coolidge gepflegte, herausragende Sammlung chinesischen Porzellans und anderer asiatischer Kostbarkeiten gemeinsam mit Möbeln aus der britischen Kolonialzeit, irischen Glaswaren, europäischem Porzellan, Handarbeitswaren, Gemälden, Drucken und anderen Souveniren der Weltreisen der Familie. Das Wandgemälde in der Eingangshalle wurde vom spanischen Wanderkünstler Joseph Remidas angefertigt und bringt Elemente des Außenbereichs in das Innere des Hauses.

### Landschaft
Das von Chandler gewählte Design des auf der Rückseite des Hauses liegenden Gartens ist geometrisch so angelegt, dass die einzelnen Bereiche eigenständige Räume unter freiem Himmel bilden. 1931 richtete er zusätzlich auf Wunsch von Helen Coolidge einen Französischen Garten ein, den er unmittelbar neben eine Ziegelmauer platzierte, deren Aussehen derjenigen gleicht, die von Thomas Jefferson für die University of Virginia entworfen wurde. Dieser Teilbereich wurde zuletzt neu gestaltet, um Ginkgo-Bäumen Platz zu machen, wird jedoch aktuell nach und nach restauriert.
Unmittelbar hinter den Gärten und Rasenflächen beginnen weitläufige Weideflächen und Waldgebiete. Die Coolidge-Familie betrieb Viehzucht, baute Gemüse an und unterhielt auch einen Obstgarten mit Apfelbäumen, aus deren Früchten sie zur Zeit der Prohibition ihren eigenen Apfelwein herstellte.
1962 vererbte Helen Coolidge das Anwesen den Trustees of Reservations.